# Materielles Recht
Als materielles Recht (auch sachliches Recht, substanzielles Recht) bezeichnet man in der Rechtswissenschaft die Gesamtheit der Rechtsnormen, die Inhalt, Entstehung, Veränderung, Übertragung und das Erlöschen von Rechten regeln. Das Gegenstück zum materiellen Recht ist das formelle Recht.

## Allgemeines
Die Verbindungen zwischen materiellem und formellem Recht sind so eng, dass formelles Recht nicht ohne materielles Recht denkbar ist und umgekehrt. Materielles Recht bedarf meist der Konkretisierung und des Vollzugs, die vom formellen Recht geregelt werden. Materielles und formelles Recht ergänzen einander und sind beide zur Rechtswirksamkeit zu erfüllen. Das materielle Recht bestimmt, was Rechtssubjekte tun dürfen und was nicht, es regelt das „Recht haben“. Das formelle Recht hingegen regelt die Herbeiführung des Rechtserfolgs, das „Recht bekommen“.
Reinhold Johow hat sich im Jahre 1880 für die Trennung beider Rechtsgebiete in formelles und materielles Recht entschieden. Während er als wichtigsten Teil des formellen Rechts die ZPO ansah, sollte das materielle Recht „in dem bürgerlichen Gesetzbuch Gestalt gewinnen“.

## Materiell-rechtliche und formell-rechtliche Gesetze
Wesentliche Gesetze mit materiellem Inhalt sind insbesondere das BGB, HGB oder StGB. Sie regeln, wie Rechte mit einem bestimmten Inhalt entstehen, übertragen oder geändert werden und wie sie erlöschen. BGB, HGB und StGB regeln jedoch nicht, wie ein Rechtssubjekt diese Rechte durchsetzen kann. Das geschieht vielmehr durch das formelle Recht, das beispielsweise im Zivilprozessrecht (ZPO), Strafprozessrecht (StPO) oder Gerichtsorganisations- und Gerichtsverfahrensrecht kodifiziert ist.

## Beispiel
Anschauliches Beispiel ist das Grundbuchrecht, dessen materielles Grundstücksrecht im BGB besagt, wie ein Recht an einem Grundstück erworben, übertragen werden oder erlöschen kann. Nach materiellem Recht kommt beispielsweise ein Grundstückskaufvertrag gemäß § 873 Abs. 1 BGB durch dingliche Einigung zwischen Käufer und Verkäufer über den Kauf (=Auflassung nach § 925 Abs. 1 BGB) und Eintragung in das Grundbuch zustande. Dabei ist die in § 311b Abs. 1 BGB vorgeschriebene Form der notariellen Beurkundung zu beachten. Wie diese Umsetzung durch Eintragung konkret geschehen soll, sagt das BGB nicht. 
Das hierzu notwendige formelle Grundstücksrecht ist deshalb unter anderem in der Grundbuchordnung (GBO) kodifiziert und klärt, dass diese Rechte durch Antrag und Bewilligung durchgesetzt werden müssen. Antrag und Bewilligung sind sowohl für eine Eintragung als auch für eine Löschung im Grundbuch erforderlich. Beim Grundstückskauf kann der Antrag nach § 13 Abs. 1 GBO durch jeden, dessen Recht von der Eintragung betroffen wird oder zu dessen Gunsten die Eintragung erfolgen soll, gestellt werden (also durch Käufer und/oder Verkäufer). Die Bewilligung ist zusätzlich komplementär nach § 19 GBO von demjenigen erforderlich, dessen Recht von einer Eintragung betroffen wird (also durch den Verkäufer; „formelles Konsensprinzip“). Das Grundbuchamt erhält den Grundstückskaufvertrag und die (meist darin enthaltenen) Antrag nebst Bewilligung und kann die Eigentumsübertragung aufgrund dieser Urkunden im Grundbuch eintragen. Das bisherige Eigentumsrecht des Verkäufers erlischt (durch rote Unterstreichung der nicht mehr geltenden Eintragung nach § 16 GBV), und der Käufer wird als neuer Eigentümer eingetragen. Durch diese – konstitutiv wirkende – Eintragung ist nunmehr der Käufer neuer Eigentümer des Grundstücks.

## Prozessrecht
Das formelle Recht wird auch oft als Prozessrecht bezeichnet, wenn es darum geht, die im materiellen Recht aufgestellten Rechte und Pflichten zwischen den verschiedenen Parteien mit Hilfe der Gerichte durchzusetzen. Im so genannten Erkenntnisverfahren regelt die ZPO die Aufnahme sämtlicher entscheidungserheblicher Tatsachen durch das zuständige Gericht zur Findung des Urteils, das dann mit staatlichen Zwangsmitteln im so genannten Vollstreckungsverfahren (ZPO) oder strafrechtlich (StPO) durchgesetzt werden kann.

## Andere Länder
Wie im deutschen Recht haben sich die Begriffe auch in Frankreich (französisch droit formel und französisch droit matériel) und in Italien (italienisch diritto formale und italienisch diritto materiale) gebildet. Demgegenüber wird in anderen Staaten die eher dienende Funktion des formellen Rechts hervorgehoben, so etwa in Spanien (spanisch derecho adjectivo im Verhältnis zum spanisch derecho materia oder spanisch derecho sustancial/sustantivo) und im englischsprachigen Raum (englisch adjective law im Verhältnis zum englisch substantive law).